# Kaaba
Kaaba (tiếng Ả Rập: الكعبة‎ al-Kaʿbah IPA: [ælˈkæʕbɐ], "Khối lập phương") là tòa nhà hình hộp chữ nhật nằm trong trung tâm sân thánh đường hồi giáo Al-Masjid Al-Haram ở Mecca, Ả Rập Xê Út. Tòa nhà cao 13,1 m, có đáy 11,03 m × 12,62 m. 4 cạnh chỉ về 4 hướng chính.. Đây là trung tâm thánh địa thiêng liêng nhất của đạo Hồi. Al-Masjid Al-Haram, thánh đường Hồi giáo lớn nhất đã được xây xung quanh Kaaba.

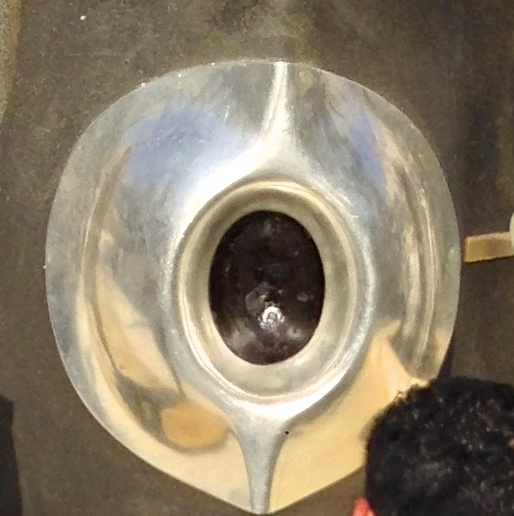
Cận cảnh phiến đá đen

Ở phía đông của Kaba có một phiến đá đen (tiếng Ả Rập: الحجر الأسود al-Ḥajar al-Aswad) được xem là di tích của Hồi giáo. Theo truyền thống Hồi giáo, phiến đá đã được gắn nguyên vẹn vào bức tường của Kaaba bởi nhà tiên tri Muhammad trong năm 605 của Công Nguyên, 5 năm trước khi sự mặc khải đầu tiên của ông. Kể từ đó, phiến đá đã bị phá vỡ thành nhiều mảnh và bây giờ được gắn vào một khung bằng bạc ở mặt bên của Kaaba.